# Libnotes bidentata
Libnotes bidentata är en tvåvingeart som först beskrevs av Frederick Askew Skuse 1890.  Libnotes bidentata ingår i släktet Libnotes och familjen småharkrankar. Inga underarter finns listade i Catalogue of Life.